# La Rue-Saint-Pierre (Oise)
La Rue-Saint-Pierre ist eine französische Gemeinde mit 860 Einwohnern (Stand 1. Januar 2022) im Département Oise in der Region Hauts-de-France. Die Gemeinde liegt im Arrondissement Clermont und ist Teil des Kantons Mouy.

## Geographie

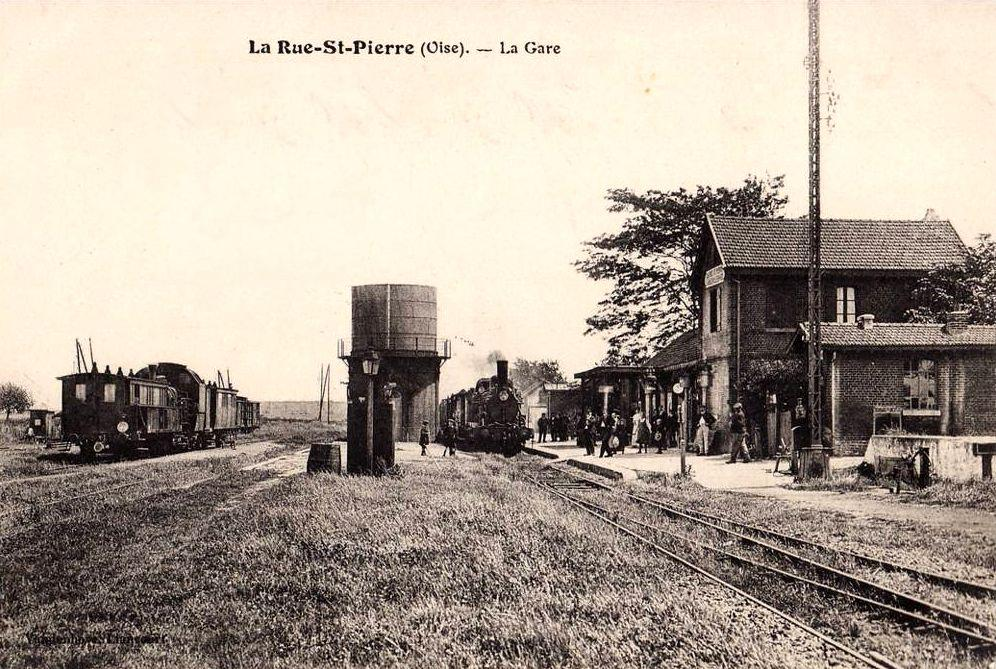
Ehemaliger Bahnhof von La Rue-Saint-Pierre

Die Gemeinde liegt zwischen Beauvais und Clermont (Oise) rund elf Kilometer westlich von Clermont und  3,5 Kilometer östlich von Bresles. Die als Schnellstraße ausgebaute Route nationale 31 läuft nördlich am Ort vorbei. Das nördliche Gemeindegebiet durchzieht in West-Ost-Richtung ein Abschnitt der historischen Chaussée Brunehaut. Hier zweigte beim früheren Bahnhof im Ortsteil La Croix-Rouge die Bahnstrecke nach Saint-Just-en-Chaussée von der Strecke von Rochy-Condé nach Soissons ab; die Stilllegung erfolgte in mehreren Etappen von 1954 bis 1973.

## Geschichte
Die Gemeinde ist aus dem namengebenden Weiler und dem Pfarrdorf Courlieu zusammengewachsen. Bis zum Jahr 1187 war der Wald von Hez-Froidmont mit umfasst. Der Ort unterstand der Herrschaft des Domkapitels in Beauvais, während Courlieu eine eigenständige Herrschaft bildete, die im 15. Jahrhundert an die Vignacourt kam.  1732 kam das Gebiet mit den benachbarten Orten Litz und Étouy an den Herzog von Fitz-James.

## Einwohner
| 1962 | 1968 | 1975 | 1982 | 1990 | 1999 | 2006 | 2012 |
| ---- | ---- | ---- | ---- | ---- | ---- | ---- | ---- |
| 425  | 433  | 459  | 482  | 623  | 688  | 769  | 785  |

## Verwaltung

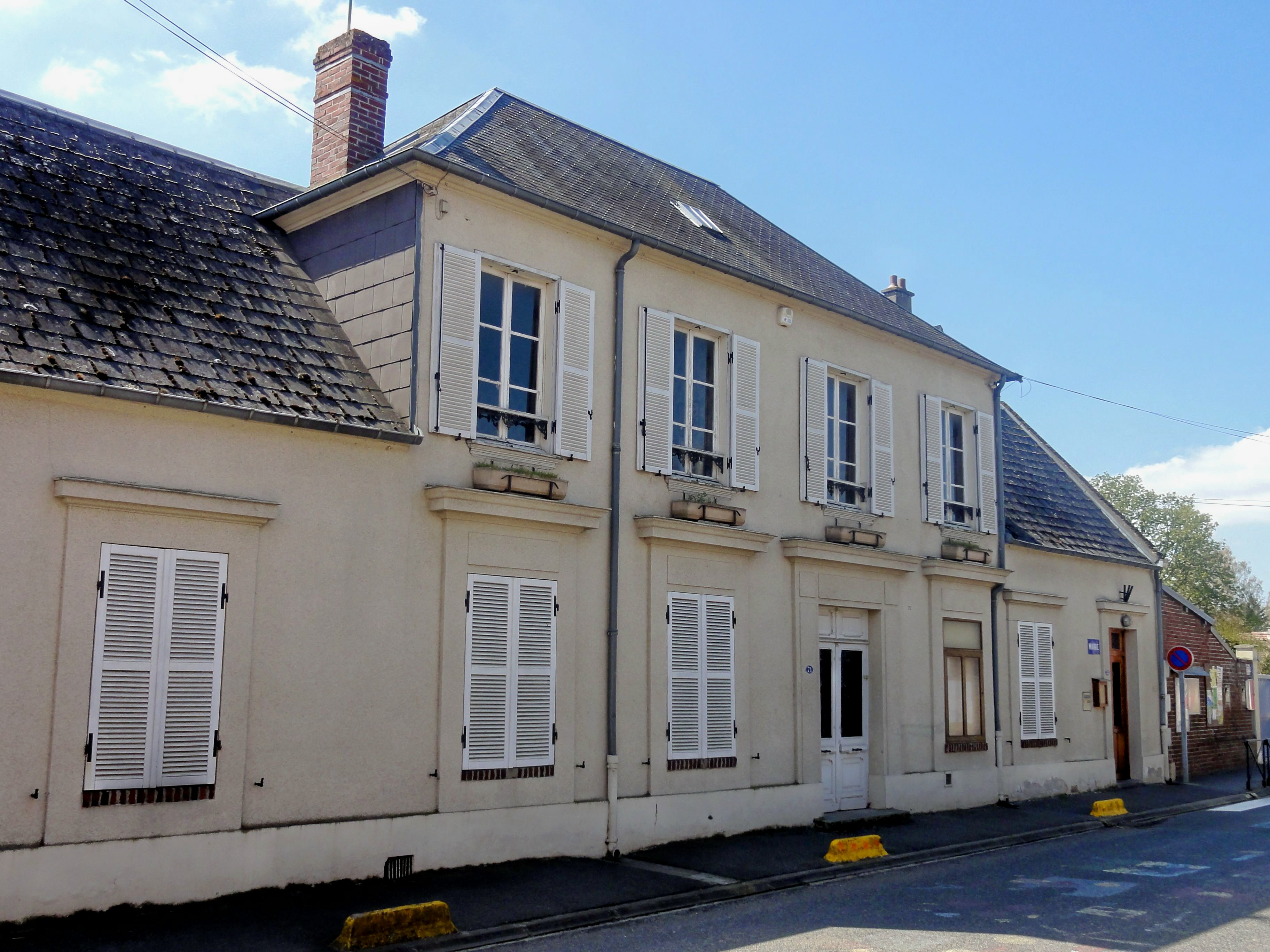
Rathaus (Mairie)

Bürgermeister (maire) ist seit 2001 Patrick Signoirt.

## Sehenswürdigkeiten

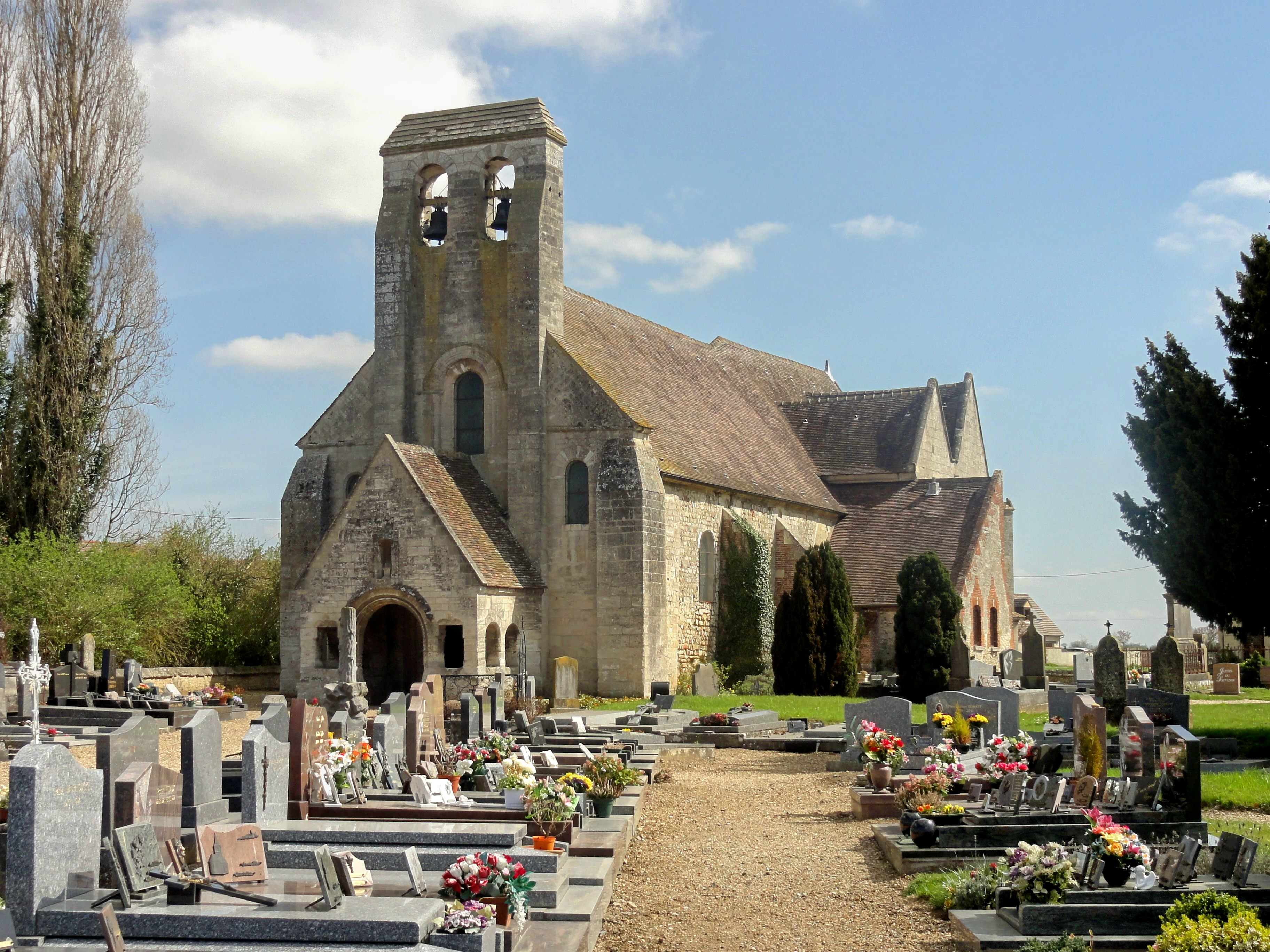
Kirche Saint-Lucien

- Íim 11. Jahrhundert begonnene Kirche Saint-Lucien, seit 1943 als Monument historique klassifiziert[1] (siehe auch: Liste der Monuments historiques in La Rue-Saint-Pierre (Oise))
- Portal aus Ziegelmauerwerk vor einem Haus aus dem letzten Jahrzehnt des 18. Jahrhunderts
- Eisernes Gedenkkreuz auf dem Friedhof
- Calvaire
- Kriegerdenkmal

## Persönlichkeiten
- Alof de Wignacourt (1547–1622), 54. Großmeister des Malteserordens, hier geboren.